# 4-PPBP
4-PPBP 또는 4-페닐-1-(4-페닐뷰틸) 피페리딘(영어: 4-phenyl-1-(4-phenylbutyl) piperidine)은 시그마 수용체에 결합하는 분자이다.
4-PPBP는 뉴런의 산화 질소 생성효소의 활성 및 허혈을 유발하는 산화 질소(NO)의 생성을 감소시킨다. 4-PPBP는 신경보호를 제공하고, 이것은 허혈을 유도하는 세포 내 Ca2+ 조절 이상을 방지하는 것을 포함한다. 4-PPBP는 전사인자인 고리형 아데노신 일인산 반응요소 결합단백질(CREB)을 활성화시키는 기작을 사용하여 뉴런을 보호한다. 4-PPBP와 관련된 신경보호는 Bcl-2의 발현을 증가시킨다. Bcl-2의 발현은 CREB에 의해 조절된다.

## 같이 보기
- 3-PPP